# Tylor Chase
Tylor Chase (* 6. September 1989 in Arizona, USA) ist ein amerikanischer Schauspieler.

## Leben
Chase spielt in der Nickelodeon-Serie Neds ultimativer Schulwahnsinn mit.
Er spielte auch eine Rolle im Film Confession of a Late Bloomer und war Gast in der amerikanischen Serie Everybody hates Chris.

## Filmografie
- 2004–2007 Neds ultimativer Schulwahnsinn (Fernsehserie)
- 2005 Alle hassen Chris (Fernsehserie)
- 2007 Good Time Max
- 2019 Euphoria (Fernsehserie)